# Little Donkey
Little Donkey è una canzone natalizia scritta nel 1959 da Eric Boswell ed incisa originariamente da Gracie Fields e successivamente da numerosi altri artisti.

## Storia
L'autore del brano, il compositore britannico Eric Boswell (1921-2009), dichiarò che il suo intento fu quello di comporre un brano facile da cantare dai bambini.
La prima versione discografica fu incisa su singolo nell'ottobre 1959 da Gracie Fields, singolo che venne pubblicato su etichetta Columbia Records. Nello stesso mese, il brano fu inciso poco dopo su singolo anche da The Junior Chorale e da The Beverley Sisters (singolo pubblicato su etichetta Decca Records.
Il mese successivo il brano venne poi inciso, sempre su singolo, anche da Patti Page (come il lato B di The Sound of Music) e da The Graduates. Le uniche versioni ad entrare in classifica furono quella di Gracie Fields e quella delle Beverley Sisters, che raggiunsero rispettivamente il 21º e il 14º posto delle classifiche nel Regno Unito.
La versione di maggiore successo fu quella incisa nel novembre dell'anno successivo su etichetta Decca Records da Nina & Frederik, versione che raggiunse il terzo posto delle classifiche nel Regno Unito. Nello stesso periodo, il brano venne inciso su singolo anche dagli Embassy Singers.
Sempre nel 1960, il brano è stato adattato in lingua tedesca da Carl-Ulrich Blecher con il titolo Alles Liebe, Alles Gute: questa versione è stata incisa da Maria e Frank Duval con Rüdiger Piesker L'anno successivo è uscita anche una versione in italiano del brano intitolata Splende il ciel ed incisa su singolo da Robertino.

## Altre versioni
Oltre che dagli artisti già citati, il brano è stato inciso anche da (in ordine alfabetico):
- Avid All Stars (2007)
- The Boy Least Likely To (2005)
- Graeme Danby e Gracie Fields[2]
- Don Estelle con The Moldgreen Junior Folk Group (1979)
- Alan Garrity (versione strumentale, 1984)
- The George Mitchell Minstrels (1970)
- Ron Goodwin e la sua orchestra (versione strumentale, 1967)
- Lou and Maxine (1969)
- Geoff Love e la sua orchestra (versione strumentale, 1972)
- Vera Lynn (1976)[10]
- Cerys Matthews (2012)
- Derek Moon (versione strumentale, 1978)
- Mrs. Mills (versione strumentale, 1977)
- The Neil Jenkins Chorale (2005)
- The Party Poppers (1987)
- Pinky and Perky (1961)
- The Pipes & Regimental Band of 1st Bn. The Royal Scots (1973)
- St. Winifred's School Choir (1982)
- Robert Wolfe (versione strumentale, 1989)
- BrynYemm (1984)